# Mirage (album de Fleetwood Mac)
Pour les articles homonymes, voir Mirage (homonymie).
Albums de Fleetwood Mac
Fleetwood Mac Live
(1980) Tango in the Night
(1987)
Singles
1. Hold Me
Sortie : juin 1982
2. Gypsy
Sortie : août 1982
3. Love in Store
Sortie : novembre 1982
4. Oh Diane
Sortie : décembre 1982
5. Can't Go Back
Sortie : avril 1983

Mirage est le treizième album studio du groupe Fleetwood Mac, sorti en 1982.

## Titres

### Face 1
1. Love in Store (Christine McVie, Jim Recor) – 3:14
2. Can't Go Back (Lindsey Buckingham) – 2:42
3. That's Alright (Stevie Nicks) – 3:09
4. Book of Love (Buckingham, Richard Dashut) – 3:21
5. Gypsy (Nicks) – 4:24
6. Only Over You (C. McVie) – 4:08

### Face 2
1. Empire State (Buckingham, Dashut) – 2:51
2. Straight Back (Nicks) – 4:17
3. Hold Me (C. McVie, Robbie Patton) – 3:44
4. Oh Diane (Buckingham, Dashut) – 2:33
5. Eyes of the World (Buckingham) – 3:44
6. Wish You Were Here (C. McVie, Colin Allen) – 4:45

## Musiciens

### Fleetwood Mac
- Stevie Nicks : chant
- Lindsey Buckingham : guitare, claviers additionnels, psaltérion sur Empire State, chant
- John McVie : basse
- Christine McVie : claviers, chant
- Mick Fleetwood : batterie

### Musicien supplémentaire
- - Ray Lindsey : guitare additionnelle sur Straight Back

## Certifications
| Pays                  | Certification |
| --------------------- | ------------- |
| Allemagne (BVMI)      | Or            |
| Australie (ARIA)      | 2 × Platine   |
| Canada (Music Canada) | Platine       |
| Espagne (PROMUSICAE)  | Or            |
| États-Unis (RIAA)     | 2 × Platine   |
| Royaume-Uni (BPI)     | Platine       |